# Церква Святої Параскеви (Квятонь)
Церква Святої Параскеви — колишній греко-католицький храм, переданий римсько-католицькій парафії у с. Квятонь Горлицького повіту Малопольского воєводства. Це — одна з найбільш добре збережених дерев'яних лемківських церков у Польщі. Один з найкращих взірців класичного лемківського стилю.
Розташована на туристичному маршруті «Шлях дерев'яної архітектури» Малопольського воєводства. 2013 року храм оголосили об'єктом Всесвітньої спадщини ЮНЕСКО разом з іншими дерев'яними церквами в Польщі та Україні.

## Історичний огляд

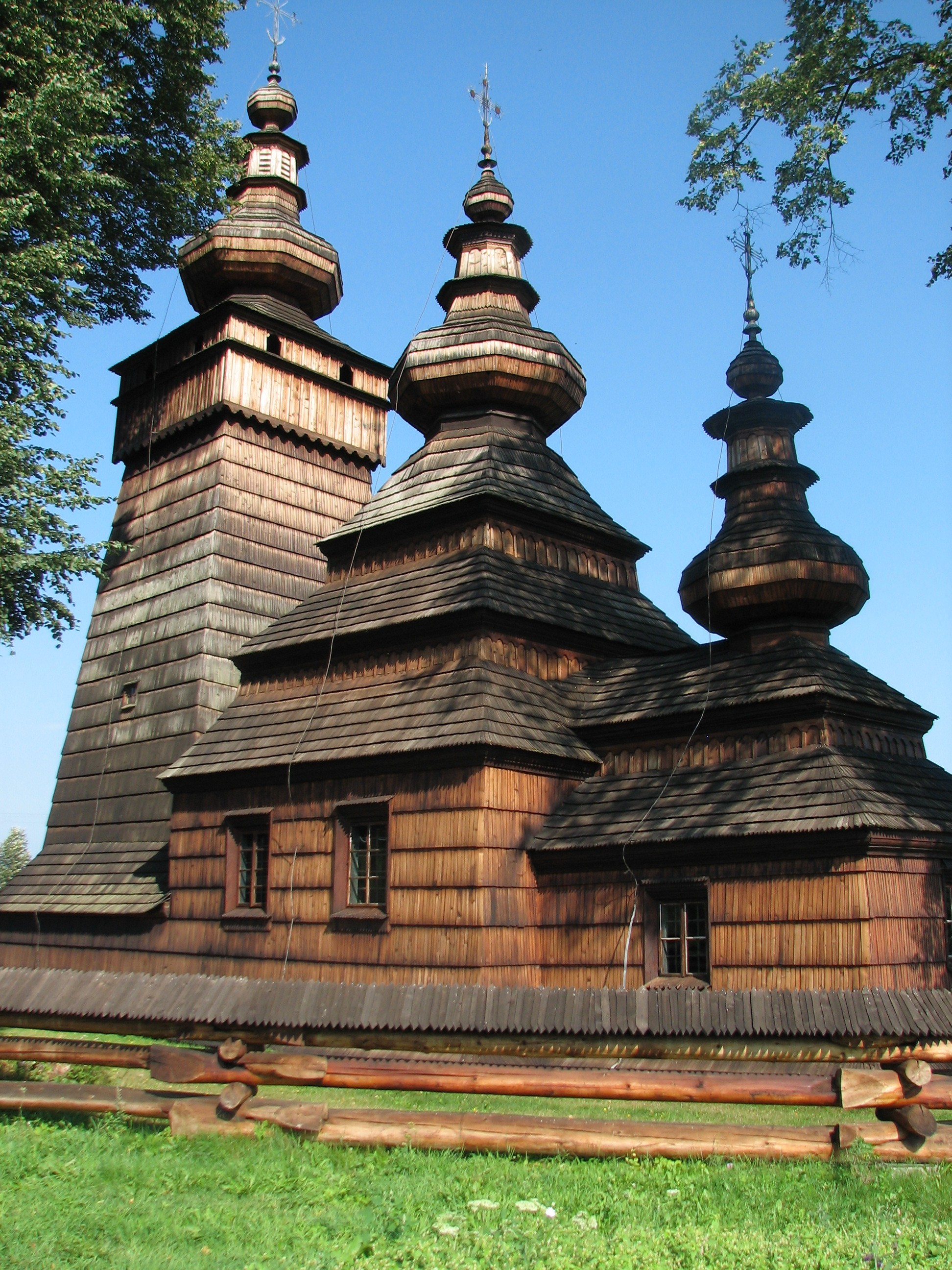
Церква Святої Параскеви

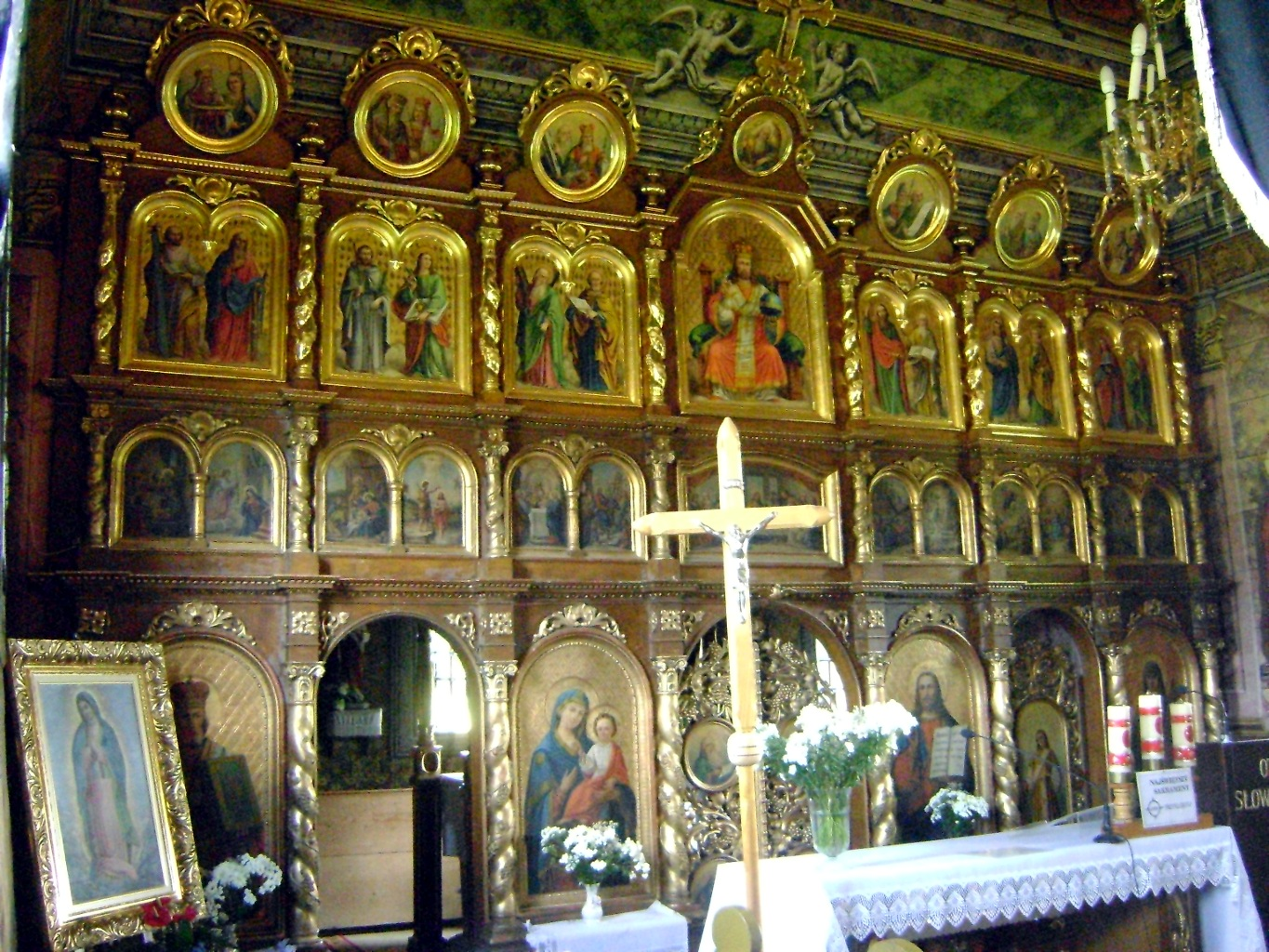
Іконостас

Церкву збудували в другій половині XVII століття. Проте датою будівництва прийнято вважати 1700 рік. 1743 року до храму добудували вежу. Після операції «Вісла» 1947 року, коли лемки були переселені на західні території Польщі, храм став використовуватися як Римо-католицька церква, підпорядкована парафії в Усце-Горлицьке.
Церкву неодноразово реконструювали. Ремонтні роботи проводились у 1811, 1904, 1967 та у 90-х роках ХХ століття. Вежу відновлювали в 1863, 1911, 1928, 1967 та у 90-х роках ХХ століття.

## Архітектура
Дерев'яна церква зведена в характерному для північно-західного лемківського зодчества XVII століття стилі. Вважається, найкрасивішим його прикладом. Архітектурна структура храму розділена на три квадрати: вівтар, нава і бабинець. Усі зовнішні елементи церкви покрити ґонтом.
Кожна маківка увінчана декоративним хрестом.
Церковне подвір'я обнесене дерев'яною огорожею з колод, брама й сама церква покриті ґонтом.

## Інтер'єр
Внутрішні стіни прикрашені іконами ХІХ століття. Розписи на стінах імітують мармурові колони й карнизи. На куполі над нефом видніються зображення ангелів, а над сценою Преображення представлені євангелісти. Над бабинцем є зображення Покрова Богородиці. На іконостасі можна побачити святих Ольгу і князя Володимира. Західна частина нефа і стін бабинця оточена хором з унікальною скульптурною аркадною балюстрадою, на якій стоять хоругви. Інші хоругви ХІХ століття перебувають у бабинці.